# Lestes
Lestes Leach, 1815 je rod of ravnokrilnih vilinih konjica u familiji Lestidae.

### Identifikacija
Rod Lestes obuhvata većinu vodenih devica sa metalik obojenim telom, često na jednom delu sa finim, sitnim, belim tačkicama, kao i sa pravougaonom pterostigmom, koja se graniči sa dve ili tri ćelije ispod, sa raširenim krilima pri mirovanju.

#### Razlikovanje od drugih rodova
Generalno, vrste roda Lestes mogu da miruju sa sklopljenim krilima, dok druge vodene device mogu nekad da miruju sa raširenim krilima. Nervatura krila (brojne petougaone, umesto četvorougaone ćelije), pravougaona pterostigma i nastavci na kraju abdomena mužjaka su slični kao kod roda Sympecma. Međutim, vrste roda Sympecma imaju bledo braon telo, sa tamno bronzanim šarama, a u stanju mirovanja imaju sklopljena krila, pri čemu se pterostigme prednjih i zadnjih krila preklapaju. Vrste roda Calopteryx takođe imaju metalik obojena tela, a vrste roda Epallage imaju čak i fine, sitne, bele tačkice, izduženu pterostigmu i raširena krila pri mirovanju. Međutim, vrste oba roda imaju brojne poprečne redove ćelija u osnovi krila, a ne samo dva. Neke male vodene device, kao što su Erythromma, Ceriagrion i Nehalennia, mogu da imaju metalik obojena tela, ali imaju male, romboidne pterostigme, nervaturu krila u vidu kvadratne mreže i drugačije šare. Sve vrste koje ne pripadaju rodu Lestes se mogu lako prepoznati, jer nemaju poprečne redove ćelija u osnovi krila.

#### Razlikovanje vrsta u okviru roda
Lestes je kosmopolitski rod, sa oko 80 vrsta. Vrste rasprostranjene u Evropi imaju slične ekološke preference, pa se i do pet vrsta može naći zajedno. Vrste se najlakše razlikuju na osnovu nastavaka na kraju abdomena mužjaka, a uz iskustvo i na osnovu legalice ženki.

#### Ponašanje
Vrste roda Lestes imaju jaja otporna na hladnoću i sušu, larve koje brzo rastu i veoma pokretne adulte, što im omogućava opstanak u sezonski suvim staništima. Mužjak prati ženku koja polaže jaja tipično u tkivo živih biljaka, često znatno iznad površine vode ili znatno dalje od vodene površine.

#### Vrste
- Lestes sponsa (Hansemann, 1823)
- Lestes dryas Kirby, 1890
- Lestes barbatus Fabricius, 1798
- Lestes virens (Charpentier, 1825)
- Lestes macrostigma (Eversmann, 1836)
- Lestes viridis (Vander Linden, 1825)
- Lestes parvidens (Artobolevskii, 1929)